# 阿甘正传 (小说)
《阿甘正传》（英語：Forrest Gump）是温斯顿·葛鲁姆的一部小说，出版于1986年。作品描述了主人公弗雷斯特·甘成为美式橄榄球运动员、参加越南战争、与中国的乒乓外交、为宇航局工作等等的一系列冒险故事。
Gump被描绘成简单而真实地看待世界。他不知道自己在生活中想做什么，但尽管他的智商很低，他还是被认为是充满智慧的。他说，他“可以认为事情很好”，但当他试图“说或写它们时，它有点像果冻”。他作为学者的数学能力和力量的壮举使他进入了各种冒险。作者受到关于学员的60分钟片段的启发，并听到他的父亲回忆起阿拉巴马州一个迟钝的童年邻居，他认为这样一个角色是一个好的主角，并在六周内完成小说。这个角色的姓氏取自Gump的商店。
这部小说被改编为同名电影，并于1994年由派拉蒙电影公司发行。Forrest由Tom Hanks扮演，这部电影赢得了六项奥斯卡奖，包括最佳影片和许多其他奖项。

## 故事情节简介
阿甘以邦联骑兵军官和三K党大巫师内森·贝德福德·福雷斯特的名字命名，讲述了他的人生故事。 作者使用拼写错误和语法错误来表示角色的南方口音、教育和认知障碍。 住在阿拉巴马州莫比尔时，阿甘在一年级时遇到了珍妮Jenny Curran，并经常一起回家。 他们成为最好的朋友。因为他跑得很快，所以受到足球教练的青睐，开始参加橄榄球队。
到阿甘16岁时，他身高6英尺6英寸（1.98米），体重242磅（110公斤），参加了高中橄榄球队。亨德森小姐对他着迷，她给他上阅读课。他读了马克·吐温的《汤姆·索亚历险记》和另外两本他不记得的书。虽然他喜欢这些书，但他在考试中表现不佳。
他作为一名足球运动员越来越受欢迎，成为全州队。当他被叫到校长办公室时，他遇到了著名的大学教练Bear Bryant，后者问他是否考虑过打大学橄榄球。高中毕业后，Forrest在当地军队招募中心参加考试，并被告知他“暂时推迟”。
他和珍妮在大学里再次见面。他认识了布巴Bubba，一个吹口琴的人，并意外发现自己很会吹口琴。他和珍妮在学生会的民间音乐乐队中一起演奏，翻唱Joan Baez、Bob Dylan和Peter、Paul和Mary等歌手的歌曲。一个学期后，阿甘因考试不及格而被退学。他和他的朋友布巴被征召入伍，但布巴在越南战争中去世，去世前只说了一句「home」。阿甘在战争中受伤了，在医务室遇到了失去双腿的丹中尉。丹告诉福雷斯，他觉得福雷斯特注定要做一些伟大的事情。
在休养期间，阿甘培养了乒乓球天赋，最终在中国参加乒乓外交，无意中挽救了毛泽东的生命，并会见了总统林登·约翰逊。他与珍妮重新联系，并在和平示威后被捕。当医生意识到他脑子里有做数学的天赋时，他被招募为美国宇航局的宇航员。当飞行中的一只雄性猩猩“苏”撞毁了船时，他们在新几内亚坠毁，最终被一个食人族部落俘虏，该部落的酋长教福雷斯下棋。回到美国后，福雷斯特会见了理查德·尼克松总统，并遇到了现在无家可归的丹。他们前往印第安纳波利斯寻找珍妮，并发现她在一家轮胎厂工作。阿甘开始以职业摔跤手的身份工作，以“The Dunce”的绰号战斗。当丹策划一个抢劫经理的计划时，珍妮厌恶地离开了。阿甘梦想着像他的朋友布巴那样开始做虾生意，他决定前往路易斯安那州。在他离开之前，他遇到了一个国际象棋冠军，他意识到自己的才能，并让他参加比赛。
阿甘和苏最终到达了布巴的家乡，在布巴父亲的建议下，开始了捕虾。这很成功，以至于他成为了百万富翁，并设法雇佣了他一生中遇到的大多数人为他工作。他被拉拢去竞选美国总统。在参议院里，当媒体揭露他格子的过去时，他被迫退出。最终，他和苏搬到了佐治亚州的萨凡纳，福雷斯特在那里作为单人乐队表演。他再次找到了丹，并遇到了珍妮，珍妮有一个儿子，她透露他是阿甘的。阿甘决定不出现在他儿子的生活中，因为珍妮现在已经结婚了。最后他跟苏和丹搬到了新奥尔良。

## 改編作品
- 电影《阿甘正传》（1994年）